# Henri Jooris
Henri Jooris (Lille, 23 avril 1879 - Cannes, 29 mars 1940) est une personnalité française du sport dans la première moitié du XXe siècle. Il a exercé différentes fonctions, aussi bien à la direction de clubs sportifs que de fédérations ou ligues. 

## Biographie
Fils d'un épicier lillois, Henri Jooris fonde une boulangerie coopérative qui devient rapidement la plus importante boulangerie industrielle du Nord. Également propriétaire de la grande brasserie l'Excelsior, il est aussi administrateur de biens (cafés, brasseries, mutuelles). Proche des milieux d'extrême droite, très engagé dans la vie associative lilloise, il cumule titres et fonctions, notamment dans le monde du football :
- secrétaire général de l’Olympique lillois de 1911 à 1919, puis président du club jusqu'en 1932,
- créateur de la sélection régionale Lions des Flandres en 1912;
- vice-président de la fédération française de football à sa fondation en 1919;
- fondateur et président de la ligue du Nord de football à partir de 1919 jusqu'en 1932;
- officier pendant la guerre, il est président fondateur du Comité sportif des Régions Envahies.

Il a donné son nom au stade principal de Lille de 1902 à 1975.